# Station Saint-Étienne-du-Rouvray
Station Saint-Étienne-du-Rouvray is een spoorwegstation in de Franse gemeente Saint-Étienne-du-Rouvray.
Het spoorwegstation werd geopend in 1843 en was een aanzet voor de industriële ontwikkeling van de gemeente in de periferie van Rouen.